# Asahi (Chiba)
Asahi (Japans: 旭市; Asahi-shi) is een kuststad in het noordwesten van de prefectuur Chiba (Japan), gelegen op de noordelijke punt van de vlakte van Kujukurihama (九十九里浜). Op 1 maart 2008 had de stad 69.884 inwoners. De bevolkingsdichtheid bedroeg 538 inw./km². De oppervlakte van de stad is 129,91 km². Asahi ontwikkelde zich als een marktplaats voor landbouwproducten en is een belangrijk centrum van visverwerkende industrie. De gemeente verkreeg stadsrecht op 1 juli 1954. 

## Fusies
- Op 1 juli  2005  werden de gemeenten Hikata, Iioka en  Unakami aangehecht bij de stad Asahi.